# 位置母数
統計学において位置母数 (英: Location parameter)とは、確率分布における母数の一種であり、分布の「位置」を記述する。ある確率分布が{\displaystyle x_{0}}を位置母数としてもつとは、形式的には以下のいずれかによって定義される:
- 確率分布関数が{\displaystyle f(x-x_{0})}の形で表せる[1]
- 累積分布関数が{\displaystyle F(x-x_{0})}の形で表せる[2]
- {\displaystyle X}を確率変数とした時、確率変数 {\displaystyle x_{0}+X} の従う確率分布である[3]

位置母数の代表的な例は、正規分布において期待値に一致するパラメータである。これを {\displaystyle \mu } としてこのことを確認する。期待値 {\displaystyle \mu }、分散 {\displaystyle \sigma ^{2}} の正規分布の確率密度関数は 
{\displaystyle f(x|\mu ,\sigma )={\frac {1}{\sigma {\sqrt {2\pi }}}}\exp \left(-{\frac {1}{2}}\left({\frac {x-\mu }{\sigma }}\right)^{2}\right)}
で表されるが、これは期待値 {\displaystyle 0}、分散 {\displaystyle \sigma ^{2}} の正規分布の確率密度関数
{\displaystyle g(x'|\sigma )={\frac {1}{\sigma {\sqrt {2\pi }}}}\exp \left(-{\frac {1}{2}}\left({\frac {x'}{\sigma }}\right)^{2}\right)}
で{\displaystyle x'=x-\mu } を代入したものと全く同じであり、したがって最初の定義を満たしている。
確率変数が1次元の場合、上記の定義から、{\displaystyle x_{0}}が増加した場合、確率分布もそれにしたがって形状を保ったまま右に並行移動することが示唆される。
位置母数は、他にも母数を持つような確率分布の族であっても存在する可能性がある。この場合、確率分布は一般的に
{\displaystyle f_{x_{0},\theta }(x)=f_{\theta }(x-x_{0})}
のような形を持つ。ここで、{\displaystyle x_{0}} は位置母数、{\displaystyle \theta } は追加の母数、{\displaystyle f_{\theta }} は {\displaystyle \theta } で特徴づけられた関数形である。

## 定義
George & Rogerによる定義は以下の通り:
{\displaystyle f(x)}を任意の確率密度関数、{\displaystyle \mu }と {\displaystyle \sigma >0} を定数としたとき、
{\displaystyle g(x|\mu ,\sigma )={\frac {1}{\sigma }}f\left({\frac {x-\mu }{\sigma }}\right)}
も確率密度関数となる。

この時、位置母数分布族 (英: location family)が次のように定義される:
{\displaystyle f(x)}を任意の確率密度分布とすると、確率密度分布の族 {\displaystyle {\mathcal {F}}=\{f(x-\mu ):\mu \in \mathbb {R} \}} は標準確率密度分布{\displaystyle f(x)}の位置母数分布族であり、{\displaystyle \mu }はこの分布族の位置母数である。

## 加法的ノイズ
位置母数分布族の別の考え方として、加法的ノイズを考えることが挙げられる。{\displaystyle x_{0}}を定数、W を確率密度{\displaystyle f_{W}(w)}をもつランダムノイズであるとした時、{\displaystyle X=x_{0}+W} の確率密度は {\displaystyle f_{x_{0}}(x)=f_{W}(x-x_{0})} で表され、したがって位置母数分布族の要素である。

## 証明
項目冒頭の位置母数に関する3つの定義が互いに等価であることを確認する。興味のある確率密度関数を{\displaystyle p_{X}(x)}で表すとし、簡単のため{\displaystyle x}は1次元であるとする。また、この節では
{\displaystyle F(x)=\int _{-\infty }^{x}f(t)dt}
とする。

### 確率密度関数から累積分布関数へ
{\displaystyle p_{X}(x)=f(x-x_{0})}を仮定する。この分布の累積分布関数は
{\displaystyle \operatorname {CDF} _{X}(x)=\int _{-\infty }^{x}p_{X}(x')dx'=\int _{-\infty }^{x}f(x'-x_{0})dx'}
である。ここで、{\displaystyle x'-x_{0}=y}なる置換積分により
{\displaystyle \operatorname {CDF} _{X}(x)=\int _{-\infty }^{x-x_{0}}f(y')dy'=F(x-x_{0})}
が成立する。よって、累積分布関数は{\displaystyle F(x-x_{0})}の形をしている。

### 累積分布関数から別の確率変数へ
{\displaystyle X}の累積分布関数が{\displaystyle \operatorname {CDF} _{X}(x)=F(x-x_{0})}の形で表せるとする。ここで、累積分布関数が{\displaystyle \operatorname {CDF} _{Y}(x)=F(x)}であるような別の確率変数{\displaystyle Y}を考えると、累積分布関数の定義より
{\displaystyle F(x-x_{0})=\operatorname {Prob} (X\leq x)=\operatorname {Prob} (Y\leq x-x_{0})=\operatorname {Prob} (Y+x_{0}\leq x)}
が全ての{\displaystyle x}で成立するので、{\displaystyle X=Y+x_{0}}と表すことができる。

### 別の確率変数から確率密度関数へ
{\displaystyle Y}を確率変数とし、{\displaystyle X=Y+x_{0}}により確率変数{\displaystyle X}を定義する。{\displaystyle Y}の確率密度関数が{\displaystyle f(y)}で与えられるとした時、
{\displaystyle p_{X}(x)=p_{Y}(x-x_{0})=f(x-x_{0})}
で表せることがわかる。